# Monts Telliers
Der Monts Telliers, auch Les Monts Telliers, ist ein Berg mit Zwillingsgipfel in den Walliser Alpen der Schweiz. Er hat eine Höhe von 2951 m ü. M. und liegt nordwestlich des Grossen St. Bernhard-Passes. An seinem Südhang liegen die drei kleinen Bergseen Lacs de Fenêtre und das Val Ferret. 

## Tourismus
Am Monts Telliers führt der Wanderweg Nr. 210 Les cols du Grand-St-Bernard von Wanderland Schweiz vorbei.
Vom Grossen St. Bernhard-Pass ist der Monts Telliers relativ leicht zu erreichen, sei es im Sommer oder im Winter/Frühling für Tourenskifahrer. 